# Tequila Sunset
Tequila Sunset is het laatste grotendeels Engelstalige cd album van BZN. Het werd uitgebracht in 2002, en stond 17 weken in de Album top 100. De hoogste positie hierin werd een week na binnenkomst bereikt (namelijk 5e). Tequila Sunset is met goud beloond. Dit is ook de laatste cd waarop gitarist Dirk van der Horst vervangen werd door John Meijer. Eind 2004 is Dirk overleden.
Van Tequila Sunset is een single afgehaald, namelijk: Will there be a Time. Deze single is uiteindelijk niet in de Nederlandse Top 40 terechtgekomen. Wel is de Mega Top 100 gehaald, hierin bleef deze single vijf weken staan (met als hoogste resultaat de 39ste plaats). De opbrengsten van deze single kwamen ten goede van het behoud van de walvissen (=WNF) in de golf van Mexico. Dit was ook het thema van dit lied, en enkele andere songs van het album Tequila Sunset.
De special, als promotie van deze cd, werd opgenomen in Mexico. Hier hebben zanger Jan Keizer en zangeres Carola Smit ook een ontmoeting met de walvissen gehad. Ook werden er van enkele videoclips in Mexico opgenomen. Zoals die van Santa Maria Bay, waarbij alle bandleden van instrument wisselden. Dit leverde aparte beelden op.
Walking in Heaven, dat ook op deze cd staat, werd een bescheiden hit in Denemarken. De cd werd uitgebracht in Nederland, Oostenrijk, Duitsland en Zwitserland.

## Tracklist
1. In the year 1519 [J. Veerman/J. Keizer/J. Tuijp]
2. Summer [J. Veerman/J. Keizer/J. Tuijp]
3. Will there be a time [D. Plat/J. Veerman/J. Keizer/J. Tuijp]
4. Santa Maria bay [J. Veerman/J. Keizer/J. Tuijp]
5. Walking in heaven [J. Veerman/J. Keizer/J. Tuijp]
6. Golden sun of Jimenez [J. Veerman/J. Keizer/J. Tuijp]
7. Dance in the moonlight [J. Veerman/J. Keizer/J. Tuijp]
8. This summernight [J. Veerman/J. Keizer/J. Tuijp]
9. Why oh why [J. Veerman/J. Keizer/J. Tuijp]
10. Yo te quero Margarita [J. Veerman/J. Keizer/J. Tuijp]
11. Keep your head up [D. Plat/J. Veerman/J. Keizer/J. Tuijp]
12. Only time will tell [J. Veerman/J. Keizer/J. Tuijp]